# Косовская клятва

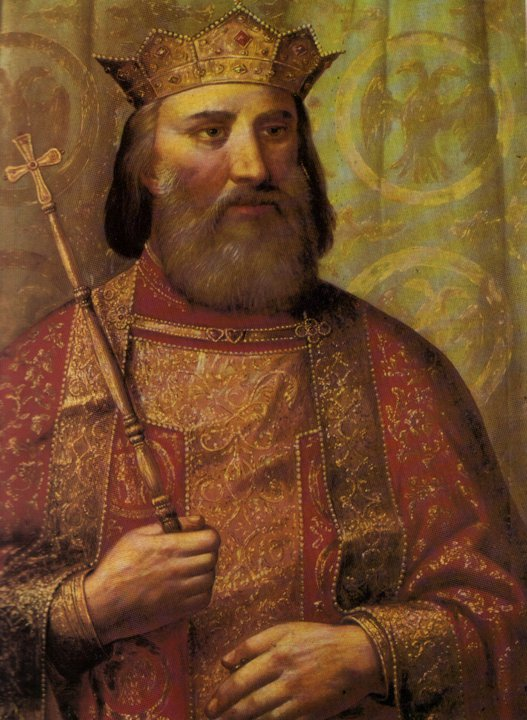
Лазарь Хребелянович

Косовская клятва (серб. Косовска клетва), известная как Княжеская клятва (серб. Кнежева клетва) или Косовское проклятие — в сербских легендах клятва, которую произнёс князь Лазарь Хребелянович перед битвой на Косовом поле. Клятва была обращена к тем сербам, которые проигнорировали призыв на войну с турками. Константин Философ считал это призывом от Лазаря ко всем сербским государствам, а эта клятва даже стала неотъемлемой частью сербского эпоса.
С 1778 по 1781 год Аврам Милетич занимался сбором 129 песен под названием Песмарице: в одной из них есть «История Мусича Стефана», в которой присутствует один из вариантов Косовской клятвы. Один из вариантов клятвы появился также в издании сербских народных песен, которое опубликовал Вук Стефанович Караджич в 1845 году: это был новый вариант текста Караджича от 1813 года с националистическими мотивами. Косовская клятва по Караджичу изображена на памятнике на Газиместане, где разгорелась Косовская битва.

## Текст клятвы

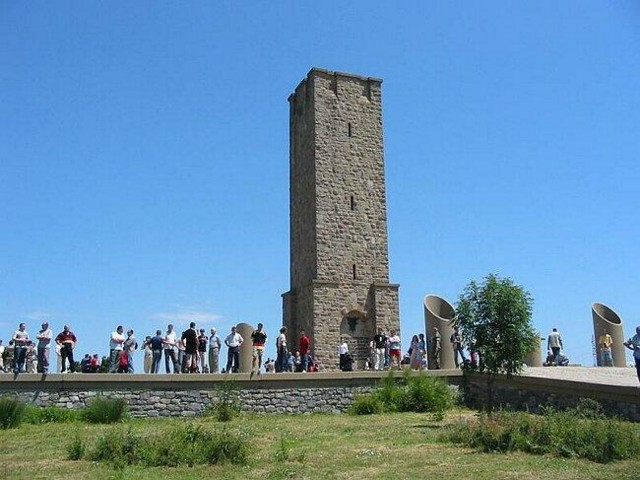
Памятник на Газиместане

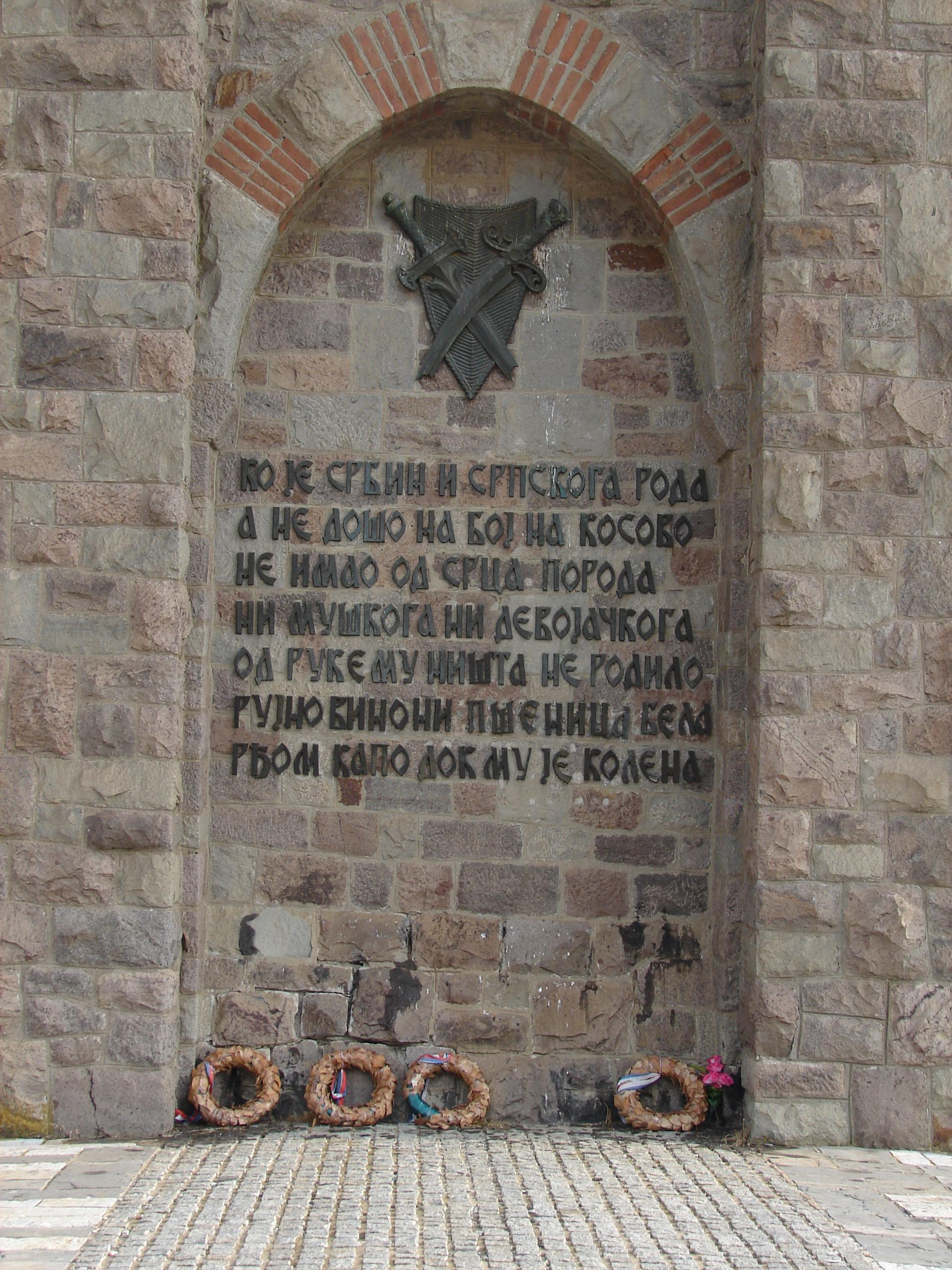
Текст на памятнике на Газиместане

| Оригинал по Караджичу | Русский перевод |
| --- | --- |
| Ко је Србин и српскога рода, и од српске крви и колена, а не дош'о на бој на Косово, не имао од срца порода, ни мушкога ни девојачкога! Од руке му ништа не родило, рујно вино ни пшеница бела! Рђом капо док му је колена! | Кто есть серб и сербского кто рода, Кто от сербской крови и колена И на поле Косово не выйдет, Пусть вовек не знает он потомства, Женского потомства и мужского! Пусть ничто ему не уродится — Ни вино, ни белая пшеница, Пусть погибнет всё его колено! |

## Смысл клятвы
По мнению доктора Раде Раича, князь Лазарь, произнося эту клятву, вовсе не ставил своей целью добиться полной власти над Сербией и подавить самостоятельность сербских феодалов, а просто призывал весь народ объединиться в борьбе с общим врагом, предупреждая о последствиях, которые ждут тех, кто не поможет сербам. Лазарь призывал в битву на Косово в первую очередь на основании семейной и личной чести, а потом любви к своему роду и отечеству. Под словами о сербском роде Лазарь подразумевал всех сербов и их поколения, а под словам о крови и колене — сербов, сменивших вероисповедание или утративших национальное сознание, но остававшихся по происхождению именно сербами. Раич считает, что клятва Лазаря обращена и к потомкам тех, кто пришёл на Косово поле.